# Echinosunaristes bathyalis
Echinosunaristes bathyalis is een eenoogkreeftjessoort uit de familie van de Canuellidae. De wetenschappelijke naam van de soort is voor het eerst geldig gepubliceerd in 1995 door Huys.